# لاپین
لاپین (به انگلیسی: Lupin Limited) شرکت داروسازی هندی است، که در زمینه تولید و عرضه انواع داروهای صناعی، محصولات بیوتکنولوژیکی، همچنین تولید داروهای مرتبط با دستگاه عصبی مرکزی، پزشکی کودکان و پزشکی قلب فعالیت می‌کند.
شرکت لاپین در سال ۱۹۶۸ توسط دکتر دش باندهو گوپتا تأسیس شد و در حال حاضر به‌عنوان دومین شرکت دارویی هند محسوب می‌شود. این شرکت در رتبه ۱۴ از فهرست بزرگترین شرکت‌های داروسازی جهان قرار دارد. این شرکت دارای عملیات در ایالات متحده آمریکا، ژاپن و آفریقای جنوبی است.
دفتر مرکزی این شرکت در شهر بمبئی، مهاراشترا مستقر می‌باشد و بخشی از سهام آن در بازارهای بورس اوراق بهادار بمبئی و بورس اوراق بهادار ملی هند معامله می‌شود.